# Cei șapte tineri din Efes

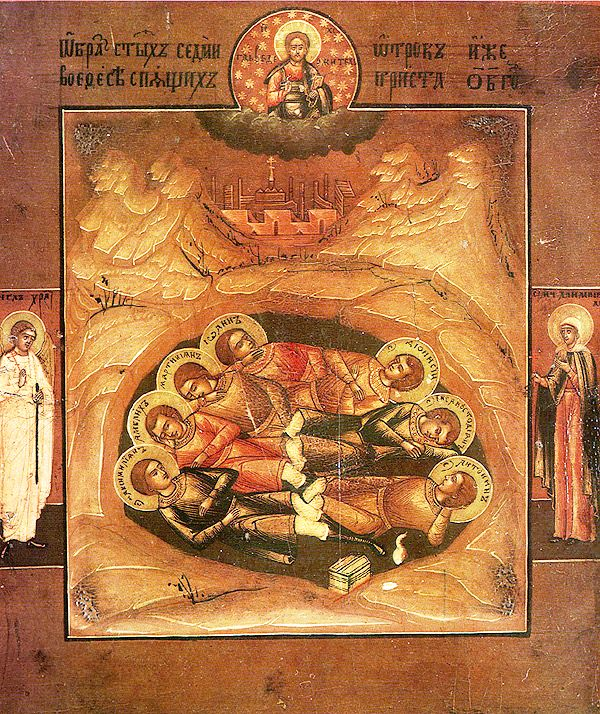
Icoană rusă reprezentându-i pe cei şapte tineri din Efes

Legenda celor șapte tineri din Efes sau Legenda celor șapte adormiți este o povestire hagiografică creștină. Conform acesteia, cei șapte frați Maximian, Malchus, Martinian, Dionysius, Ioan, Serapion și Constantin au fost zidiți de vii într-o peșteră în timpul împăratului Decius (249-251 d.Hr) și au fost găsiți dormind acolo două sute sau trei sute de ani mai târziu.
Conform unor superstiții pe care se bazează un număr de meteorologi amatori, ziua de 27 iunie determină soarta vremii pentru următoarele 6-7 săptămâni. Dacă plouă, vremea va fi ploioasă, dacă va fi frumos, vremea va fi predominant bună, senină, cu mult soare. Mai puțin cunoscută este legătura celor șapte frați cu data de 27 iunie. În anul 446 d.Hr cei șapte s-ar fi trezit din adâncul somn. Malchus ar fi mers să cumpere pâine, plătind-o cu o monedă având efigia împăratului Decius. Așa a devenit povestea cunoscută la Efes. După aceea, tinerii au murit din cauze naturale și au fost îngropați în acea grotă. Sanctificați, cei șapte frați au fost timp de câteva secole comemorați anual de biserică pe data de 27 iunie, după care - legenda devenind prea incredibilă - au fost scoși din calendarul sărbătorilor creștine și uitați.( aceasta sărbătoare exista și se serbează anual,nu a fost scoasă din biserica Ortodoxă niciodată, deoarece mare parte din minuni sunt incredibile- asta nu presupune scoaterea lor din relatari, istorie, tradiție, cultul creștin)(cat despre uitare, este fals, va rog sa vă uitați pe Google să observați cat de indexat este acest subiect prin cuvinte cheie in motorul de căutare)
Legenda este redată și în Coran (sura 18, versetele 9-26).
În numeroase sfere de cultură circulă povestiri despre personaje care fie dorm în așteptarea unui eveniment important (de ex. regele Barbarossa), fie au fost găsite dormind după o perioadă îndelungată de timp. Cert este că și Aristotel (Phys., IV, xi) vorbește de un astfel de somn îndelungat la sarzi.
În apropiere de anticul oraș Efes (în prezent orașul Selçuk din Turcia) există o peșteră din perioada creștinismului timpuriu, care, conform tradiției ar fi peștera acelor tineri. Peste mormintele lor a fost ridicată o biserică, peștera fiind întărită cu zidărie. În timpul săpăturilor arheologice dintre anii 1927-1928, s-a constatat că în jurul acelei biserici-grotă au fost săpate alte mici grote unde s-au găsite numeroase morminte din perioada secoleleor V-VI d.Hr. Pe zidurile ruinelor bisericii dar și pe unele morminte s-au descoperit inscripți dedicate Celor șapte tineri adormiți. În prezent peștera atrage numeroși turiști și pelerini fiind o atracție a vechiului Efes.

## Sărbători
- în calendarul ortodox: sărbătoriți de două ori: 4 august[1] și 22 octombrie,[2] sub numele Cei șapte tineri din Efes
- în calendarul romano-catolic: 27 iunie (în spațiul de limbă germană sărbătoarea este denumită Siebenschläfertag, Ziua celor șapte adormiți)

## Literatură
- J. Koch, Die Siebenschläferlegende, ihr Ursprung und ihre Verbreitung ("Legenda celor Șapte Adormiți, originile și răspândirea ei"), Leipzig 1883,
- Hermann Kandler, Die Bedeutung der Siebenschläfer im Islam ("Însemnătatea celor Șapte Adormiți în Islam"), Bochum 1994.